# Steinhoff International
Steinhoff International var en multinational detailhandelsvirksomhed. Selskabet var duallistet i Tyskland og Sydafrika. Steinhoff solgte primært møbler og husholdningsgoder i Europa, Afrika, Asien, USA, Australien og New Zealand. Steinhoff blev etableret i 1964 af Bruno Steinhoff i Westerstede. De drev en række butikskæder her i blandt Conforama, Pepco og Poundland. Den 13. oktober 2023 blev Steinhoff officielt likvideret.